# Monumento funebre a Ladislao di Durazzo
Il monumento funebre a Ladislao di Durazzo è un monumento sepolcrale tardo-gotico (alto 18 m) di Andrea da Firenze, completato in diverse parti da altri autori toscani, in un arco temporale che va dal 1414 al 1428 circa, ubicato nella chiesa di San Giovanni a Carbonara di Napoli.
Nonostante l'incertezza di fatto sull'identità degli autori dell'opera, la qualità della sua esecuzione ne fa uno dei più importanti dell'Italia meridionale del Quattrocento.

## Storia
Succeduta al fratello Ladislao sul trono del Regno di Napoli, Giovanna II d'Angiò fece erigere in sua memoria quest'opera, rendendo onore a tutta la dinastia dei d'Angiò-Durazzo. Si tratta di un imponente monumento sepolcrale in stile tardo-gotico,  la cui costruzione iniziò l'anno della morte del re, nel 1414, proseguendo fino al 1428 inoltrato.
Il monumento è attribuito per tradizione ad Andrea da Firenze, che in quel periodo era già attivo con l'esecuzione di altre opere in San Giovanni a Carbonara, alcune anche delle quali vicine allo stile del mausoleo di re Ladislao. La sua attribuzione certa si deve a un'iscrizione tombale (scomparsa poi nel Settecento) sul sepolcro del vescovo agostiniano di Senigallia Simone Vigilanti nella chiesa di San Francesco alle Scale ad Ancona. Il Guardi probabilmente però non completò il monumento; infatti, in più punti il complesso monumentale risulta palesemente disgiunto dando la sensazione di aver avuto diverse mani a completarne l'architettura. A questo dato stilistico si affiancano poi i fatti documentati del 12 gennaio 1428, i quali raccontano di un contratto stipulato a Lucca tra lo scultore Giovanni di Gante e i suoi collaboratori Leonardo e Francesco Riccomanni, Tommaso di Matteo e Leonardo di Vitale Pardini, i quali si impegnavano a trasferirsi a Napoli per ultimare le sculture mancanti al complesso marmoreo, che però restano comunque non note.

## Descrizione
Il sontuoso monumento è collocato nella zona absidale della chiesa, alle spalle dell'altare maggiore. Esso è suddiviso in quattro ordini orizzontali e cinque fasce verticali di cui la centrale è circa il doppio delle altre quattro laterali mentre le due più estreme del monumento sono addossate alle pareti laterali della abside.

Schema del monumento funebre

Il primo livello vede su di un basamento marmoreo le quattro virtù cardinali sulla parete frontale (ai pilastri della seconda, terza e quarta fascia) che a mo' di cariatidi sostengono gli altri scomparti del monumento; alle due estremità delle fasce laterali (prima e quinta) sono invece presenti due colonne portanti. Da sinistra a destra le virtù sono: la Temperanza, la Fortezza, la Prudenza e la Magnanimità. Tra le cariatidi e negli spazi delle pareti laterali sono collocati cicli di affreschi decorativi con motivi geometrici, mentre al centro della parete frontale, in corrispondenza della terza fascia, è lasciata un'apertura che conduce alla cappella Caracciolo del Sole, e sulla volta del monumento (che di fatto rappresenta la facciata inferiore della base del secondo livello del mausoleo) sono raffigurati, in due riquadri, gli stemmi del casato angioino e dei Durazzo. 

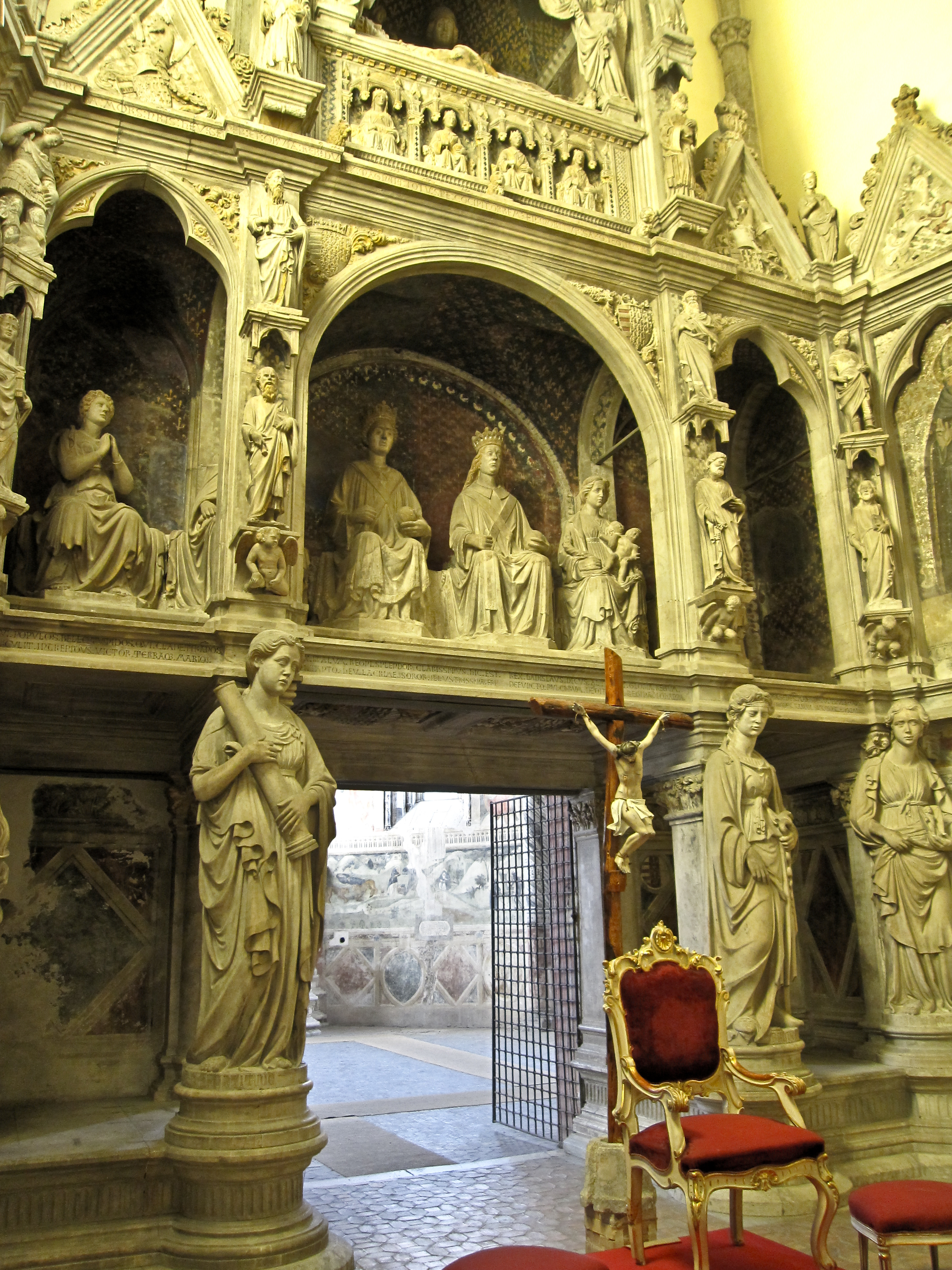
Particolare del primo e secondo ordine della fascia centrale, con il gruppo di Ladislao di Durazzo e Giovanna II in trono

Il secondo ordine vede l'apertura di cinque nicchie nelle altrettante cinque fasce che caratterizzano questo livello del monumento. Le tre della parete frontale costituiscono una sorta di "loggia", essendovi continuità tra loro all'interno. Al centro (terza fascia) è una grande edicola ad arco a tutto sesto, ai suoi lati invece quattro più piccole ad archi trilobi, due sulla parete frontale e due a conclusione delle fasce marmoree addossate alle pareti laterali della abside. Nelle tre nicchie della parete frontale sono collocate sei statue di figure sedute, tra cui Ladislao di Durazzo e Giovanna II in trono poste al centro e ai lati le quattro virtù morali: a sinistra del re sono, da sinistra a destra, la Speranza e la Giustizia; a destra della sorella e regina sono invece, sempre da sinistra a destra, la Carità e la Fede. Le pareti alle spalle delle sculture conservano gli affreschi con i simboli del casato angioino (gigli gialli su fondo blu) mentre gli scomparti delle pareti laterali, non comunicanti con le altre nicchie adiacenti, sono invece caratterizzati esclusivamente da due affreschi di Leonardo da Besozzo ritraenti a sinistra il San Giovanni Battista e a destra Sant'Agostino da Ippona, entrambi databili 1428. I timpani della prima, seconda, quarta e quinta fascia vedono infine rilievi e fregi che riprendono lo stemma del casato.
Il terzo ordine si sviluppa solo nella fascia verticale centrale del monumento (terza fascia) e si compone del sarcofago del re aperto al visitatore da due angeli reggicortina alla cui base sono quattro figure sedute poste in piccole nicchie che raffigurano da sinistra a destra, Ladislao, Giovanna II e i genitori Carlo III di Napoli e Margherita di Durazzo. Più in alto è il sarcofago sormontato dalla figura del re giacente in posa supina alle cui spalle è in piedi San Ludovico da Tolosa che, raffigurato con le vesti di un vescovo e attorniato da due diaconi, benedice la salma di Ladislao, sebbene nella realtà storica il re morì scomunicato. Sopra la scena è un baldacchino sul cui fronte sono due angeli che reggono lo scudo del casato durazzesco sopra la quale sono a loro volta il gruppo di sculture della Madonna con il Bambino tra i santi Giovanni Battista e Agostino. Così come per il precedente livello, anche qui sulla parete di fondo della nicchia sono affrescati i simboli del casato angioino.
Sulla sommità del complesso monumentale, infine, completa la decorazione scultorea sempre nella terza fascia centrale del complesso marmoreo, la statua di Ladislao a cavallo, sotto la quale è l'iscrizione "Divus Ladislaus". Il sovrano è rappresentato nel quarto e ultimo ordine con armatura e la spada sguainata, come a voler esaltare le sue virtù militari, mentre la presenza del cavallo nella rappresentazione del re è un fattore stilistico che riconduce l'opera alla maniera lombarda gotica.
I quattro pilastri che sorreggono dal secondo ordine a salire il monumento, quindi nelle fasce della parete frontale dello stesso (ossia seconda, terza e quarta), presentano decorazioni in stile gotico con quattro piccoli telamoni fanciulleschi e sedici statuette (tre nelle due colonne laterali e cinque nelle due della fascia mediana, queste ultime che si allungano fino al quarto ordine) raffiguranti apostoli, profeti e monarchi collocate in piccole nicchie che caratterizzano queste parti del monumento.